# Ґрабово (Мронґовський повіт)
Ґрабово (пол. Grabowo, нім. Grabowen; 1938-45: Grabendorf) — село в Польщі, у гміні Мронгово Мронґовського повіту Вармінсько-Мазурського воєводства.
Населення — 368 осіб (2011).

## Демографія
Демографічна структура станом на 31 березня 2011 року:
|          | Загалом | Допрацездатний вік | Працездатний вік | Постпрацездатний вік |
| -------- | ------- | ------------------ | ---------------- | -------------------- |
| Чоловіки | 194     | 63                 | 119              | 12                   |
| Жінки    | 174     | 42                 | 106              | 26                   |
| Разом    | 368     | 105                | 225              | 38                   |